# Téa Leoni

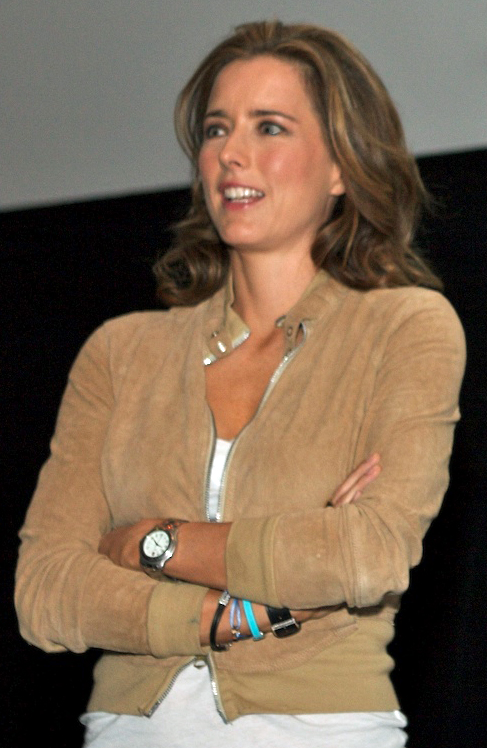
Téa Leoni bei einer Vorstellung ihres Films You Kill Me in San Francisco (2007)

Téa Leoni (* 25. Februar 1966 in New York City als Elizabeth Téa Pantaleoni) ist eine US-amerikanische Schauspielerin und Filmproduzentin.

## Leben

### Herkunft und Studium
Leoni ist die Tochter eines Wirtschaftsanwalts und einer Diätassistentin. Über ihre Großmutter, die Schauspielerin Helenka Adamowska, ist sie mit dem polnischen Komponisten und Politiker Ignacy Jan Paderewski verwandt, über deren Mann auch mit dem italienischen Politiker Maffeo Pantaleoni. Sie schrieb sich in den Fächern Anthropologie und Psychologie am Sarah Lawrence College ein, brach das Studium aber zugunsten ihrer Schauspielkarriere ab.

### Karriere
Leoni gab 1989 ihr Schauspieldebüt in der Soap California Clan; sie kürzte ihren langen Namen auf den heutigen Künstlernamen Téa Leoni. Ihre erste Kinorolle spielte sie 1991 in dem Film Switch – Die Frau im Manne. In den folgenden Jahren sah man sie in Nebenrollen in größeren Produktionen wie zum Beispiel Wyatt Earp – Das Leben einer Legende oder Eine Klasse für sich. Die erste weibliche Hauptrolle spielte sie an der Seite von Will Smith und Martin Lawrence in Bad Boys – Harte Jungs. Ihre bisher größte Rolle hatte sie drei Jahre später in dem Katastrophenfilm Deep Impact, in dem sie eine Reporterin darstellte. 2001 spielte sie in Jurassic Park III mit. Im selben Jahr gewann Leoni auch den Saturn Award als beste Hauptdarstellerin für ihre Rolle in Family Man, wobei sie sich unter anderem gegen Cate Blanchett und Michelle Pfeiffer durchsetzte. 2005 spielte sie neben Jim Carrey die Hauptrolle in der Komödie Dick und Jane. 2011 spielte sie in der Gangsterkomödie Aushilfsgangster mit Ben Stiller.
Téa Leoni ist außerdem als Filmproduzentin tätig, zum Beispiel in dem Film You Kill Me (2007) oder in der von 2014 bis 2019 bei CBS ausgestrahlten Serie Madam Secretary, in der sie auch die Titelrolle der fiktiven US-amerikanischen Außenministerin Elizabeth McCord spielte. 2025 ist sie neben Paul Rudd in der Horrorkomödie Death of a Unicorn zu sehen.

### Persönliches
Von 1991 bis 1995 war Leoni mit dem Regisseur Neil Joseph Tardio Jr. verheiratet. Seit 1997 war sie mit dem Schauspielkollegen David Duchovny verheiratet, mit dem sie 2008 nach einer zwischenzeitlichen Trennung wieder zusammenlebte. Die beiden haben zwei Kinder, darunter die Schauspielerin West Duchovny. Im August 2014 wurde die Ehe geschieden. Seit Dezember 2014 ist sie mit ihrem Co-Darsteller aus Madam Secretary, Tim Daly, liiert. Im Juli 2025 heiratete das Paar.
Der 1993 entdeckte Asteroid (8299) Téaleoni wurde im Jahre 2002 nach ihr benannt.

### Soziales Engagement
Téa Leoni ist seit 2001 UNICEF-Botschafterin für die Vereinigten Staaten.

## Filmografie (Auswahl)
Als Produzentin
- 1998: Böse Mädchen kommen in den Himmel
- 2007: You Kill Me
- 2011: Spring/Fall
- 2014–2019: Madam Secretary

Als Schauspielerin
- 1989: California Clan (Santa Barbara, Fernsehserie)
- 1991: Switch – Die Frau im Manne (Switch)
- 1992: Eine Klasse für sich (A League of Their Own)
- 1992–1993: Küss mich, Kleiner! (Flying Blind, Fernsehserie, 22 Folgen)
- 1994: Pretty Contessa – Falsche Prinzessin sucht wahre Liebe (Pretty Contessa, Fernsehfilm)
- 1994: Wyatt Earp – Das Leben einer Legende (Wyatt Earp)
- 1995: Frasier (Fernsehserie, Folge 2x16 The Show Where Sam Shows Up)
- 1995: Bad Boys – Harte Jungs (Bad Boys)
- 1995–1998: The Naked Truth (Fernsehserie, 55 Folgen)
- 1996: Flirting with Disaster
- 1998: Böse Mädchen kommen in den Himmel (There's No Fish Food In Heaven)
- 1998: Deep Impact
- 2000: Akte X – Die unheimlichen Fälle des FBI (The X-Files, Fernsehserie, Folge 7x19 Hollywood A.D.)
- 2000: Family Man (The Family Man)
- 2001: Jurassic Park III
- 2002: Hollywood Ending
- 2002: Im inneren Kreis (People I Know)
- 2004: House of D
- 2004: Spanglish
- 2005: Dick und Jane (Fun with Dick and Jane)
- 2007: You Kill Me
- 2008: Wen die Geister lieben (Ghost Town)
- 2009: Der Gestank des Erfolges (The Smell of Success)
- 2011: Spring/Fall (Kurzfilm)
- 2011: Aushilfsgangster (Tower Heist)
- 2014–2019: Madam Secretary (Fernsehserie)
- 2024: Only Murders in the Building (Fernsehserie)
- 2025: Death of a Unicorn